# Улица Академика Бардина (Екатеринбург)
У́лица Акаде́мика Ба́рдина (в просторечии просто улица Бардина) — улица в жилом районе «Юго-Западный» Верх-Исетского и Ленинского административных районов Екатеринбурга. Название улица получила в честь Ивана Павловича Бардина (1883—1960) — академика, героя Социалистического Труда, советского учёного-металлурга, занимавшегося мобилизацией ресурсов Урала в годы Великой Отечественной войны

## Расположение и благоустройство
Улица проходит с северо-запада на юго-восток параллельно улице Волгоградской. Начинается от пересечения с улицей Серафимы Дерябиной и заканчивается у перекрёстка с улицей Амундсена. Пересекается с улицами Громова и Чкалова. Слева (с чётной стороны) на улицу выходят Ясная улица, Вересковый переулок, справа проезд Решетникова.
Протяжённость улицы составляет 2364 метра. Ширина проезжей части — около 12 м. На протяжении улицы имеется шесть светофоров и четыре нерегулируемых пешеходных переходов. С обеих сторон улица оборудована тротуарами и уличным освещением. Нумерация домов начинается от улицы Серафимы Дерябиной.

## История
На момент строительства на месте, где сейчас находится парк имени Архипова, располагалось торфяное болото. Болото впоследствии было осушено.
Первая застройка на улице появилась в 1971 году (дом №8). Застраивалась улица преимущественно в 1970-е годы панельными многоэтажными домами типовых серий.
В 1972 сданы 5- и 9-этажные дома по нечётной стороне от С. Дерябиной до Громова (дома 1-19), в 1973 — общежития 6/1 и 6/2, и панельный дом 10, в 1974 — чётная сторона от Чкалова до Амундсена (дома 32-48). В 1975 сданы 9-этажные дома на нечётной стороне (33-49), в 1976 — 12-этажные 30, 34, 42, 50. В 1978 — 9-этажный кирпичный дом № 23 с магазином мебели, в 1981 — 9-этажные панельные 27, 29 и 31. В 1986 сданы панельные дома 5/1, 5/2 и 5/3, в 1987 — 16-этажные дома 2/1 и 2/2, в 1987-88 — дом 12.

## Транспорт
Автомобильное движение на всей протяжённости улицы двустороннее.

### Наземный общественный транспорт
Улица является важной районной транспортной магистралью. По улице осуществляется автобусное (на всём протяжении) и троллейбусное (от Амундсена до Чкалова, 11 маршрут) движение, ходят маршрутные такси. Остановки общественного транспорта: «Микрохирургия глаза» (автобусы 18, 54, 76), «Ясная» (автобусы 18, 21, 43, 54, 76), «Бардина» (только в сторону С. Дерябиной, автобусы 21, 43, 54, 76), «Чкалова», «Решетникова» (в обоих последних случаях автобусы 21, 43, 54, 76 и троллейбус 11), «Амундсена» (автобусы 21, 43, 54, 76 и троллейбус 11, а по Амундсена также
автобус 23, 50 и троллейбус 14).

### Ближайшие станции метро
Действующих станций метро поблизости нет. В отдалённой перспективе недалеко от пересечения с улицей Ясной на улице планируется строительство станции 3-й линии Екатеринбургского метрополитена  «Волгоградская».